# كوبر أندروس
كوبر أندروس (بالإنجليزية: Cooper Andrews)‏ هو ممثل أمريكي ولد في يوم 10 مارس 1985 في نيويورك لأب ساموائي وأم من أصول يهودية مجرية. بدأ التمثيل في سنة 2006 ومثل في عدة أفلام ومسلسلات مثل هولت أند كاتش فاير والموتى السائرون.